# 2005 v hudbě
Tento článek obsahuje události související s hudbou, které proběhly v roce 2005.

## Události
- 3. dubna – byl odsouzen původní baskytarista skupiny Alice in Chains Mike Starr, a to za ničení cizího majetku, krádeže a držení drog. Se skupinou hrál až do natáčení alba Dirt.
- 12. dubna – Mariah Carey začíná vydáním alba The Emancipation of Mimi comeback. Album sklidilo pozitivní kritiky a vyhrálo cenu Grammy.
- 6. května – Audioslave se stávají první americkou rockovou kapelou, která vystupuje na Kubě.
- 12. června – Pink Floyd ohlašují, že se dají dohromady s bývalým baskytaristou Rogerem Watersem, který skupinu opustil v roce 1985. Jejich společné vystoupení proběhlo 2. července.
- 21. června – Billy Corgan vydal svoji první sólovou desku The Future Embrace a oznámil, že by chtěl znovu sjednotit populární alternativní rockovou kapelu The Smashing Pumpkins.
- 2. července – benefiční koncert Live 8
- 8. října – Fiona Apple vydala album Extraordinary Machine, na které nechala své fanoušky čekat celých šest let. Demo tohoto alba uniklo díky P2P sítím na internetu, což vzbudilo značný rozruch.
- 7. listopadu – na hudební scénu se po 12leté odmlce vrátila Kate Bushová, a to úspěšným albem Aerial, které vystoupalo až na 3. místo britského albového žebříčku.
- Z metalové kapely Nightwish byla vyloučena zpěvačka Tarja Tarunen pro „komerční přístup“ a „neúctu k fanouškům“.

## Vzniklé skupiny
- Clap Your Hands Say Yeah
- Carnifex
- Panic! at the Disco

## Zaniklé skupiny
- O-Zone

## Vydaná alba
- Ostrov Země/Jedinečná šance – Futurum

### Leden
- Osirus – Ol' Dirty Bastard
- A Brief History... – The Waifs
- Live at CBGB's – Living Colour
- Apocalyptica – Apocalyptica
- Heart & Soul – Joe Cocker
- Knuckle Down – Ani DiFranco
- Nightbird – Erasure
- Push the Button – The Chemical Brothers
- Side One – Adrian Belew
- The Way Up – Pat Metheny Group
- Character – Dark Tranquillity

### Únor
- Ultimate Kylie – Kylie Minogue
- Seventeen Days – 3 Doors Down
- Silent Alarm – Bloc Party
- Here Come the ABCs – They Might Be Giants
- The Beekeeper – Tori Amos

### Březen
- In Between Dreams – Jack Johnson
- Angel of Retribution – Judas Priest
- Rebirth – Jennifer Lopez
- The Massacre – 50 Cent
- Employment – Kaiser Chiefs
- Everything's OK – Al Green
- Human After All – Daft Punk
- Origin Vol. 1 – The Soundtrack of Our Lives
- Language. Sex. Violence. Other? – Stereophonics
- Devil's Playground – Billy Idol
- Hotel – Moby
- Prince of Darkness – Ozzy Osbourne
- Lullabies to Paralyze – Queens of the Stone Age
- True Parallels – Trust Company
- Waiting for the Sirens' Call – New Order
- Guero – Beck
- Lifehouse – Lifehouse
- Counting Down the Days – Natalie Imbruglia
- Aatra – Status Praesents

### Duben
- Beautiful Intentions – Melanie C
- Bleed Like Me – Garbage
- The Emancipation of Mimi – Mariah Carey
- Silver Rain – Marcus Miller
- Mighty Rearranger – Robert Plant and the Strange Sensation
- Seventeen Seconds: Deluxe Edition – The Cure
- Faith: Deluxe Edition – The Cure
- Pornography: Deluxe Edition – The Cure
- Blinking Lights and Other Revelations – Eels
- Waiting for the Sirens' Call – New Order
- Devils & Dust – Bruce Springsteen

### Květen
- The Forgotten Arm – Aimee Mann
- With Teeth – Nine Inch Nails
- Rock Of Ages...Hymns and Faith – Amy Grant
- Stand Up – Dave Matthews Band
- Late Night Tales: The Flaming Lips – The Flaming Lips
- Make Believe – Weezer
- Rock of Ages: the Definitive Collection – Def Leppard
- Magic Time – Van Morrison
- Mezmerize – System of a Down
- Truth and Lies – The Levellers
- Tyranny of Souls – Bruce Dickinson
- Demon Days – Gorillaz
- The Best of Natacha Atlas – Natacha Atlas
- Out of Exile – Audioslave
- Don't Believe the Truth – Oasis

### Červen
- X&Y – Coldplay
- Anastacia – Anastacia
- Monkey Business – Black Eyed Peas
- Octavarium – Dream Theater
- That's What I Say – John Scofield
- Choose Love – Ringo Starr
- Jagged Little Pill Acoustic – Alanis Morissette
- In Your Honor – Foo Fighters
- Who You Waiting For? – UB40
- Dynamite (album) – Jamiroquai
- The Future Embrace – Billy Corgan
(singer/guitarist of the Smashing Pumpkins)
- Greatest Hits – The Offspring
- Chronicles – Aerosmith

### Červenec
- The Essential Iron Maiden – Iron Maiden
- The Cookbook – Missy Elliott
- Illinois – Sufjan Stevens
- Honeycomb – Frank Black
- Drawing Restraint 9 – Björk

### Srpen
- Dirty Diamonds – Alice Cooper
- Unwritten – Natasha Bedingfield
- Looking for Lucky – Hootie & the Blowfish
- Road to Rouen – Supergrass
- The Dangermen Sessions Vol. 1 – Madness
- Supernature – Goldfrapp
- Transgression – Fear Factory
- Twin Cinema – The New Pornographers
- Rebirth of a Nation – Public Enemy
- Peace, Love & Truth – John Lennon
- Silent Alarm Remixed – Bloc Party
- Back Home – Eric Clapton
- Plans (album) – Death Cab for Cutie
- Process – John Cale

### Září
- A Bigger Bang – The Rolling Stones
- Chaos and Creation in the Backyard – Paul McCartney
- Takk... – Sigur Rós
- Have a Nice Day – Bon Jovi
- Ten Thousand Fists – Disturbed
- Bring 'Em In – Buddy Guy
- Piece by Piece – Katie Melua
- Libra – Toni Braxton
- Wildflower – Sheryl Crow
- Dark Light – HIM
- A Fever You Can't Sweat Out – Panic! at the Disco
- Prairie Wind – Neil Young
- Light + Shade – Mike Oldfield
- Ça Ira – Roger Waters
- blackAcetate – John Cale

### Říjen
- You Could Have It So Much Better – Franz Ferdinand
- Under Cover – Ozzy Osbourne
- The Campfire Headphase – Boards of Canada
- Playing the Angel – Depeche Mode
- Intensive Care – Robbie Williams
- The Legend Of Johnny Cash – Johnny Cash
- #1's – Destiny's Child
- Rockin' the Joint – Aerosmith
- Concert for Bangladesh – George Harrison and Friends
- Keeper of the Seven Keys – The Legacy – Helloween
- Rosenrot – Rammstein
- Face to Face – Westlife
- The 21st Century Guide to King Crimson – Vol. 2 – 1981–2003 – King Crimson
- Lyudi Invalidy – t.A.T.u.
- Dangerous and Moving – t.A.T.u.
- Around the World (album) – Suzuki Ami

### Listopad
- Greatest Hits – Blink-182
- Rapture of the Deep – Deep Purple
- Christmas Songs, Featuring the Clayton/Hamilton Jazz Orchestra – Diana Krall
- All That I Am – Santana
- 9.0 Live – Slipknot
- Who's Got the Last Laugh Now? – Scooter
- Aerial – Kate Bushová
- Greatest Hitz – Limp Bizkit
- Live In São Paulo – Sepultura
- Ultimate Collection – Eurythmics
- Boxed – Eurythmics
- Bullet in a Bible – Green Day
- Confessions on a Dancefloor – Madonna
- The Collection – Alanis Morissette
- 12 Songs – Neil Diamond
- Rarities 1971–2003 – The Rolling Stones
- Hypnotize – System of a Down
- B in the Mix: The Remixes – Britney Spears
- Switch – INXS
- Oral Fixation Vol. 2 – Shakira
- Křížem krážem – Spirituál kvintet

### Prosinec
- Curtain Call: The Hits – Eminem
- See You on the Other Side – Korn
- The Breakthrough – Mary J. Blige

## Domácí hity
- „Hříšná těla, křídla motýlí“ – Aneta Langerová
- „Tabáček“ – Chinaski
- „Vítr“ – Lucie Vondráčková
- „Voda živá“ – Aneta Langerová
- „Zrcadlení“ – Kryštof
- „Čím to je“ – No Name
- „Starosta“ – No Name
- „Island Sun“ – Clou
- „Protestsong“ – Daniel Landa
- „Poslední dobou“ – Ready Kirken
- „Pocit“ – Divokej Bill
- „Za tebou“ – PEHA
- „Jen tobě“ – Verona
- „Den co den“ – Verona
- „You Are My Star“ – Support Lesbiens
- „On My Line“ – Support Lesbiens
- „Anděl perutí mách“ – Petr Bende
- „Co tě napadá“ – Vlasta Horváth
- „Věřím náhodám“ – Šárka Vaňková
- „Nemám čo stratit“ – Team
- „Někdy stačí dát jen dech“ – Žbirka, Frühlingová
- „Známka punku“ – Visací zámek
- „Oh L’Amour“ – Petr Muk
- „Kristián“ – O5&Radeček
- „U Can Only Smile“ – Petr Poláček
- „Mat dámou“ – Martina Balogová
- „Nastartuj raketu“ – Julián Záhorovský
- „Hotel California“ – Victoria
- „Motýl“ – UDG
- „U stánku“ – Leoš Mareš
- „Písmena“ – Leoš Mareš
- „Gonna Give U Something“ – Martina Balogová
- „Motel na konci světa“ – Tomáš Savka
- „Nebuď hloupá“ – Tomáš Savka
- „Fuck It“ – Tomáš Savka
- „Busted“ – Sámer Issa
- „Shake It“ – Sámer Issa
- „Mý druhý já“ – Julián Záhorovský
- „Srdcotepec“ – Aneta Langerová
- „Ladovská zima“ – Jaromír Nohavica

## Vážná hudba
- Philip Glass – Symphony No. 8
- Krzysztof Penderecki – Symphony No. 8 Lieder der Vergänglichkeit

## Úmrtí
- 28. února – Chris Curtis, 63, britský bubeník a zpěvák
- 19. dubna – Niels-Henning Ørsted Pedersen, 58, dánský jazzový kontrabasista